# 近畿地方の史跡一覧
近畿地方の史跡一覧（きんきちほうのしせきいちらん）は、近畿地方にある史跡を一覧形式でまとめたものである。

## 三重県
三重県では、特別史跡1件を含む計38件が指定されている（2都道府県以上にまたがる史跡2件を含む）。

### 国指定
特別史跡
- 本居宣長旧宅 同 宅跡（もとおりのりながきゅうたく どう たくあと）〔松阪市〕1922年3月8日

史跡
- 久留倍官衙遺跡（くるべかんがいせき）〔四日市市〕
- 伊勢国府跡（いせこくふあと）〔鈴鹿市〕2002年3月19日
- 伊勢国分寺跡（いせこくぶんじあと）〔鈴鹿市〕1922年10月12日
- 王塚古墳（おうづかこふん）〔鈴鹿市〕
- 正法寺山荘跡（しょうぼうじさんそうあと）〔亀山市〕
- 野村一里塚（のむらいちりづか）〔亀山市〕1934年1月22日
- 明合古墳（あけあいこふん）〔津市〕
- 多気北畠氏城館跡（たげきたばたけしやかたあと）〔津市〕1936年9月3日
  - 北畠氏館跡（きたばたけしやかたあと） - 北畠神社
  - 霧山城跡（きりやまじょうあと）
- 谷川士清旧宅（たにがわことすがきゅうたく）〔津市〕1967年6月22日
- 谷川士清墓（たにがわことすがのはか）〔津市〕
- 長野氏城跡（ながのししろあと）〔津市〕
  - 長野城跡（ながのじょうあと）
  - 東の城跡（ひがしのじょうあと）
  - 中の城跡（なかのじょうあと）
  - 西の城跡（にしのじょうあと）
- 阿坂城跡 附 高城跡 枳城跡（あざかじょうあと つけたり たかんじょうあと からたちじょうあと）〔松阪市〕
- 宝塚古墳（たからづかこふん）〔松阪市〕
- 天白遺跡（てんぱくいせき）〔松阪市〕1999年5月21日
- 松坂城跡（まつさかじょうあと）〔松阪市〕
- 向山古墳（むかいやまこふん）〔松阪市〕
- 本居宣長墓（山室山）(もとおりのりながのはか（やまむろやま））〔松阪市〕
- 本居宣長墓（樹敬寺） 附 本居春庭墓（もとおりのりながのはか（じゅきょうじ） つけたり もとおりはるにわのはか）〔松阪市〕
- 斎宮跡（さいくうあと）〔多気郡明和町〕1979年3月27日
- 水池土器製作遺跡（みずいけどきせいさくいせき）〔多気郡明和町〕
- 朝熊山経塚群（あさまやまきょうづかぐん）〔伊勢市〕
- 旧豊宮崎文庫（きゅうとよみやざきぶんこ）〔伊勢市〕
- 旧林崎文庫（きゅうはやしざきぶんこ）〔伊勢市〕
- 離宮院跡（りきゅういんあと）〔伊勢市〕1924年12月9日
- 赤木城跡及び田平子峠刑場跡（あかぎじょうあとおよびたびらことうげけいじょうあと）〔熊野市〕
- 熊野参詣道（くまのさんけいみち）〔和歌山県・三重県・奈良県〕　2000年11月2日、2002年12月19日分離・名称変更・追加指定 （世界遺産「紀伊山地の霊場と参詣道」の構成資産）[1]
  - 伊勢路（いせじ）〔和歌山県新宮市・田辺市・三重県熊野市・尾鷲市・度会郡大紀町・北牟婁郡紀北町〕
  - 七里御浜（しちりみはま）〔三重県熊野市・南牟婁郡御浜町・南牟婁郡紀宝町〕
  - 花の窟（はなのいわや）〔三重県熊野市〕
- 熊野三山（くまのさんざん）　〔和歌山県田辺市・東牟婁郡那智勝浦町・新宮市・三重県南牟婁郡紀宝町〕　2000年11月2日指定、2002年12月19日分離・追加指定・名称変更 （「紀伊山地の霊場と参詣道」の構成資産）[2] - 御船島（熊野速玉大社社地）

- 伊賀国庁跡（いがこくちょうあと）〔伊賀市〕
- 伊賀国分寺跡（いがこくぶんじあと）〔伊賀市〕1923年3月7日
- 上野城跡（うえのじょうあと）〔伊賀市〕1967年12月27日
- 旧崇広堂（きゅうすうこうどう）〔伊賀市〕
- 城之越遺跡（じょうのこしいせき）〔伊賀市〕
- 長楽山廃寺跡（ちょうらくさんはいじあと）〔伊賀市〕
- 廃補陀落寺町石（はいふだらくじちょうせき）〔伊賀市〕
- 御墓山古墳（みはかやまこふん）〔伊賀市〕
- 夏見廃寺跡（なつみはいじあと）〔名張市〕
- 美旗古墳群（みはたこふんぐん）〔名張市〕

### 県指定
三重県指定史跡については三重県指定文化財一覧#史跡を参照のこと。

## 滋賀県
滋賀県では、特別史跡2件を含む計51件が指定されている（2都道府県以上にまたがる史跡4件を含む）。

### 国指定
特別史跡
- 安土城跡（あづちじょうあと）〔近江八幡市・東近江市〕
- 彦根城跡（ひこねじょうあと）〔彦根市〕

史跡
- 清水山城館跡（しみずやまじょうかんあと）〔高島市〕
- 藤樹書院跡（とうじゅしょいんあと）〔高島市〕
- 穴太廃寺跡（あのうはいじあと）〔大津市〕
- 円満院庭園（えんまんいんていえん）〔大津市〕
- 延暦寺境内（えんりゃくじけいだい）〔滋賀県大津市・京都府京都市左京区〕（世界遺産「古都京都の文化財」の構成資産）
- 皇子山古墳（おうじやまこふん）〔大津市〕
- 近江大津宮錦織遺跡（おうみおおつのみやにしこおりいせき）〔大津市〕
- 近江国府跡（おうみこくふあと）〔大津市〕
  - 国庁跡（こくちょうあと）
  - 惣山遺跡（そうやまいせき）
  - 青江遺跡（あおえいせき）
  - 中路遺跡（ちゅうろいせき）
- 春日山古墳群（かすがやまこふんぐん） 〔大津市〕
- 義仲寺境内（ぎちゅうじけいだい）〔大津市〕
- 衣川廃寺跡（きぬがわはいじあと）〔大津市〕
- 光浄院庭園（こうじょういんていえん）〔大津市〕
- 崇福寺跡（すうふくじあと）〔大津市〕
- 善法院庭園（ぜんぽういんていえん）〔大津市〕
- 茶臼山古墳・小茶臼山古墳（ちゃうすやまこふん・こちゃうすやまこふん）〔大津市〕
- 堂ノ上遺跡（どうのうえいせき）〔大津市〕
- 日吉神社境内（ひよしじんじゃけいだい）〔大津市〕
- 琵琶湖疏水（びわこそすい）〔滋賀県大津市・京都府京都市〕
- 南滋賀町廃寺跡（みなみしがちょうはいじあと）〔大津市〕
- 芦浦観音寺跡（あしうらかんのんじあと）〔草津市〕
- 草津宿本陣（くさつじゅくほんじん）〔草津市〕
- 瀬田丘陵生産遺跡群（せたきゅうりょうせいさんいせきぐん）〔草津市〕 - 野路小野山製鉄遺跡
- 伊勢遺跡（いせいせき）〔守山市〕
- 下之郷遺跡（しものごういせき）〔守山市〕
- 大岩山古墳群（おおいわやまこふんぐん）〔野洲市〕
- 旧和中散本舗（きゅうわちゅうさんほんぽ）〔栗東市〕
- 狛坂磨崖仏（こまさかまがいぶつ）〔栗東市〕
- 廃少菩提寺石多宝塔および石仏（はいしょうぼだいじせきたほうとうおよびせきぶつ）〔湖南市〕
- 紫香楽宮跡（しがらきのみやあと）〔甲賀市〕
- 垂水斎王頓宮跡（たるみさいおうとんぐうあと）〔甲賀市〕
- 甲賀郡中惣遺跡群（こうが（か）ぐんちゅうそういせきぐん）〔甲賀市〕2008年7月28日
- 水口岡山城跡（みなくちおかやまじょうあと）〔甲賀市〕2017年2月9日
- 百済寺境内（ひゃくさいじけいだい）〔東近江市〕2008年7月28日
- 観音寺城跡（かんのんじじょうあと）〔近江八幡市・東近江市〕
- 老蘇森（おいそのもり）〔近江八幡市〕
- 大中の湖南遺跡（だいなかのこみなみいせき）〔近江八幡市〕
- 瓢箪山古墳（ひょうたんやまこふん）〔近江八幡市〕
- 荒神山古墳（こうじんやまこふん）〔彦根市〕
- 彦根藩主井伊家墓所（ひこねはんしゅいいけぼしょ）〔滋賀県彦根市・東近江市・東京都世田谷区〕
- 敏満寺石仏谷墓跡（びんまんじいしぼとけだにはかあと）〔犬上郡多賀町〕
- 鎌刃城跡（かまはじょうあと）〔米原市〕
- 北畠具行墓（きたばたけともゆきのはか）〔米原市〕
- 京極氏遺跡（きょうごくしいせき）〔米原市〕
  - 京極氏城館跡（きょうごくしじょうかんあと）
  - 弥高寺跡（やたかじあと）
- 清滝寺京極家墓所（きよたきでらきょうごくけぼしょ）〔米原市〕
- 北近江城館跡群（きたおうみじょうかんあとぐん）〔長浜市〕
  - 下坂氏館跡（しもさかしやかたあと）
  - 三田村氏館跡（みたむらしやかたあと）
- 竹生島（ちくぶじま）〔長浜市〕
- 小谷城跡（おだにじょうあと）〔長浜市〕
- 古保利古墳群（こほりこふんぐん）〔長浜市〕
- 玄蕃尾城（内中尾山城）跡（げんばおじょう（うちなかおやまじょう）あと）〔福井県敦賀市・滋賀県長浜市〕1999年7月13日

### 県指定
滋賀県指定史跡については滋賀県指定文化財一覧#史跡名勝天然記念物を参照のこと。

## 京都府
京都府では、特別史跡3件を含む計98件が指定されている（2都道府県以上にまたがる史跡4件を含む）。

### 国指定
特別史跡
- 醍醐寺三宝院庭園（だいごじさんぽういんていえん）〔京都市伏見区〕（「古都京都の文化財」の構成資産）
- 慈照寺（銀閣寺）庭園（じしょうじ（ぎんかくじ）ていえん）〔京都市左京区〕（「古都京都の文化財」の構成資産）
- 鹿苑寺（金閣寺）庭園（ろくおんじ（きんかくじ）ていえん）〔京都市北区〕（「古都京都の文化財」の構成資産）

史跡
- 笠置山（かさぎやま）〔相楽郡笠置町〕
- 金胎寺境内（こんたいじけいだい）〔相楽郡和束町〕
- 石のカラト古墳（いしのからとこふん）〔奈良県奈良市・京都府木津川市〕
- 奈良山瓦窯跡（ならやまかわらがまあと）〔奈良県奈良市・京都府木津川市〕
  - 歌姫瓦窯跡（うたひめかわらがまあと）
  - 音如ヶ谷瓦窯跡（おんじょがだにかわらがまあと）
  - 市坂瓦窯跡（いちさかかわらがまあと）
  - 梅谷瓦窯跡（うめだにかわらがまあと）
  - 鹿背山瓦窯跡（かせやまかわらがまあと）
  - 中山瓦窯跡（なかやまかわらがまあと）
- 神雄寺跡（かみおでらあと）〔木津川市〕
- 恭仁宮跡（山城国分寺跡）（くにきゅうせき（やましろこくぶんじあと））〔木津川市〕
- 高麗寺跡（こまでらあと）〔木津川市〕
- 浄瑠璃寺庭園（じょうるりじていえん）〔木津川市〕
- 椿井大塚山古墳（つばいおおつかやまこふん）〔木津川市〕2000年5月19日
- 大住車塚古墳（おおすみくるまづかこふん）〔京田辺市〕
- 久世廃寺跡（くぜはいじあと）〔城陽市〕
- 久津川古墳群（くつかわこふんぐん）〔城陽市〕
  - 久津川車塚古墳（くつかわくるまづかこふん）
  - 丸塚古墳（まるづかこふん）
  - 芭蕉塚古墳（ばしょうづかこふん）
  - 久世小学校古墳（くせしょうがっこうこふん）
- 芝ヶ原古墳（しばがはらこふん）〔城陽市〕
- 正道官衙遺跡（しょうどうかんがいせき）〔城陽市〕
- 平川廃寺跡（ひらかわはいじあと）〔城陽市〕
- 森山遺跡（もりやまいせき）〔城陽市〕
- 宇治川太閤堤跡（うじがわたいこうづつみあと）〔宇治市〕
- 隼上り瓦窯跡（はやあがりがようのあと）〔宇治市〕
- 平等院庭園（びょうどういんていえん）〔宇治市〕 （「古都京都の文化財」の構成資産）
- 石清水八幡宮境内（いわしみずはちまんぐうけいだい）〔八幡市〕
- 松花堂およびその跡（しょうかどうおよびそのあと）〔八幡市〕
- 乙訓古墳群（おとくにこふんぐん）〔乙訓郡大山崎町・向日市・京都市・長岡京市〕
  - 天皇の杜古墳（てんのうのもりこふん）
  - 寺戸大塚古墳（てらどおおつかこふん）
  - 五塚原古墳（いつかはらこふん）
  - 元稲荷古墳（もといなりこふん）
  - 南条古墳（なんじょうこふん）
  - 物集女車塚古墳（もずめくるまづかこふん）
  - 恵解山古墳（いげのやまこふん）
  - 井ノ内車塚古墳（いのうちくるまづかこふん）
  - 井ノ内稲荷塚古墳（いのうちいなりづかこふん）
  - 今里大塚古墳（いまざとおおつかこふん）
  - 鳥居前古墳（とりいまえこふん）
- 大山崎瓦窯跡（おおやまざきかわらがまあと）〔乙訓郡大山崎町〕
- 長岡宮跡（ながおかきゅうせき）〔向日市〕
- 荷田春満旧宅（かだのあずままろきゅうたく）〔京都市伏見区〕
- 鳥羽殿跡（とばどのあと）〔京都市伏見区〕
- 醍醐寺境内（だいごじけいだい）〔京都市伏見区〕（「古都京都の文化財」の構成資産）
- 随心院境内（ずいしんいんけいだい）〔京都市山科区〕
- 山科本願寺跡及び南殿跡（やましなほんがんじあとおよびなんでんあと）〔京都市山科区〕2002年12月19日、2016年3月1日追加指定・名称変更
- 琵琶湖疏水（びわこそすい）〔滋賀県大津市・京都府京都市左京区・東山区・山科区〕
- 高台寺庭園（こうだいじていえん）〔京都市東山区〕
- 青蓮院旧仮御所（しょうれんいんきゅうかりごしょ）〔京都市東山区〕
- 方広寺大仏殿跡及び石塁・石塔（ほうこうじだいぶつでんあとおよびせきるい・せきとう）〔京都市東山区〕 - 耳塚
- 石川丈山墓（いしかわじょうざんのはか）〔京都市左京区〕
- 岩倉具視幽棲旧宅（いわくらともみゆうせいきゅうたく）〔京都市左京区〕
- 延暦寺境内（えんりゃくじけいだい）〔滋賀県大津市・京都府京都市左京区〕（「古都京都の文化財」の構成資産）
- 賀茂御祖神社境内（かもみおやじんじゃけいだい）〔京都市左京区〕
- 栗栖野瓦窯跡（くるすのがようあと）〔京都市左京区〕
- 慈照寺（銀閣寺）旧境内（じしょうじ（ぎんかくじ）きゅうけいだい）〔京都市左京区〕（「古都京都の文化財」の構成資産）
- 詩仙堂（しせんどう）〔京都市左京区〕
- 聖護院旧仮皇居（しょうごいんきゅうかりこうきょ）〔京都市左京区〕
- 南禅寺境内（なんぜんじけいだい）〔京都市左京区〕
- 南禅院庭園（なんぜんいんていえん）〔京都市左京区〕
- 賀茂別雷神社境内（かもわけいかづちじんじゃけいだい）〔京都市北区〕 （「古都京都の文化財」の構成資産）
- 御土居（おどい）〔京都市北区・中京区・上京区〕
- 孤篷庵庭園（こほうあんていえん）〔京都市北区〕
- 真珠庵庭園（しんじゅあんていえん）〔京都市北区〕
- 大仙院書院庭園（だいせんいんしょいんていえん）〔京都市北区〕
- 大徳寺方丈庭園（だいとくじほうじょうていえん）〔京都市北区〕
- 大徳寺境内（だいとくじけいだい）〔京都市北区〕
- 船岡山（ふなおかやま）〔京都市北区〕1968年2月15日
- 伊藤仁斎宅（古義堂）跡ならびに書庫（いとうじんさいたく（こぎどう）あとならびにしょこ）〔京都市上京区〕
- 平安宮跡（へいあんきゅうせき）〔京都市上京区、中京区〕
  - 内裏跡（だいりあと）
  - 朝堂院跡（ちょうどういんあと）
  - 豊楽院跡（ぶらくいんあと）
- 頼山陽書斎（山紫水明処）（らいさんようしょさい（さんしすいめいしょ））〔京都市上京区〕
- 旧二条離宮（二条城）（きゅうにじょうりきゅう（にじょうじょう））〔京都市中京区〕（「古都京都の文化財」の構成資産）
- 神泉苑（しんせんえん）〔京都市中京区〕
- 高瀬川一之船入（たかせがわいちのふないり）〔京都市中京区〕
- 本願寺境内（ほんがんじけいだい）〔京都市下京区〕（「古都京都の文化財」の構成資産）
- 本願寺大書院庭園（ほんがんじおおしょいんていえん）〔京都市下京区〕
- 教王護国寺境内（きょうおうごこくじけいだい）〔京都市南区〕（「古都京都の文化財」の構成資産）
- 西寺跡（さいじあと）〔京都市南区〕
- 樫原廃寺跡（かたぎはらはいじあと）〔京都市西京区〕
- 西芳寺庭園（さいほうじていえん）〔京都市西京区〕（「古都京都の文化財」の構成資産）
- 天塚古墳（あまつかこふん）〔京都市右京区〕
- 嵐山（あらしやま）〔京都市右京区・西京区〕
- 玉鳳院庭園（ぎょくほういんていえん）〔京都市右京区〕 - 妙心寺
- 桂春院庭園（けいしゅんいんていえん）〔京都市右京区〕
- 高山寺境内（こうざんじけいだい）〔京都市右京区〕（「古都京都の文化財」の構成資産）
- 大覚寺御所跡（だいかくじごしょあと）〔京都市右京区〕
- 退蔵院庭園（たいぞういんていえん）〔京都市右京区〕
- 天龍寺庭園（てんりゅうじていえん）〔京都市右京区〕（「古都京都の文化財」の構成資産）
- 東海庵書院庭園（とうかいあんしょいんていえん）〔京都市右京区〕 - 妙心寺
- 仁和寺御所跡（にんなじごしょあと）〔京都市右京区〕（「古都京都の文化財」の構成資産）
- 蛇塚古墳（へびづかこふん）〔京都市右京区〕
- 妙心寺境内（みょうしんじけいだい）〔京都市右京区〕
- 妙心寺庭園（みょうしんじていえん）〔京都市右京区〕
- 龍安寺方丈庭園（りょうあんじほうじょうていえん）〔京都市右京区〕（「古都京都の文化財」の構成資産）
- 霊雲院庭園（れいうんいんていえん）〔京都市右京区〕 - 妙心寺
- 丹波国分寺跡 附 八幡神社跡（たんばこくぶんじあと つけたり はちまんじんじゃあと）〔亀岡市〕
- 千歳車塚古墳（ちとせくるまづかこふん）〔亀岡市〕
- 私市円山古墳（きさいちまるやまこふん）〔綾部市〕
- 聖塚・菖蒲塚古墳（ひじりづか・あやめづかこふん）〔綾部市〕
- 丹後国分寺跡（たんごこくぶんじあと）〔宮津市〕
- 成相寺旧境内（なりあいじきゅうけいだい）〔宮津市〕2016年10月3日
- 蛭子山古墳（えびすやまこふん）〔与謝郡与謝野町〕
- 白米山古墳（しらげやまこふん）〔与謝郡与謝野町〕1999年11月19日
- 作山古墳（つくりやまこふん）〔与謝郡与謝野町〕
- 日吉ヶ丘・明石墳墓群（ひよしがおか・あけしふんぼぐん）〔与謝郡与謝野町〕
- 赤坂今井墳墓（あかさかいまいふんぼ）〔京丹後市〕
- 産土山古墳（うぶすなやまこふん）〔京丹後市〕
- 神明山古墳（しんめいやまこふん）〔京丹後市〕
- 銚子山古墳 第一古墳、二古墳（ちょうしやまこふん だいいち・にこふん）〔京丹後市〕
- 函石浜遺物包含地（はこいしやまいぶつほうがんち）〔京丹後市〕

### 府指定
京都府指定・登録史跡については京都府指定・登録文化財一覧#史跡を参照のこと。

## 大阪府
大阪府では、特別史跡2件を含む計68件が指定されている（2都道府県以上にまたがる史跡1件を含む）。

### 国指定
特別史跡
- 大坂城跡（おおさかじょうあと）〔大阪市〕1953年3月31日
- 百済寺跡（くだらじあと）〔枚方市〕

史跡
- 緒方洪庵旧宅および塾（おがたこうあんきゅうたくおよびじゅく）〔大阪市〕 - 適塾
- 旧造幣寮〔大阪市〕
- 契沖旧庵（円珠庵）ならびに墓）（けいちゅうきゅうあん（えんじゅあん）ならびにはか）〔大阪市〕
- 四天王寺旧境内（してんのうじきゅうけいだい）〔大阪市〕
- 住吉行宮跡（すみよしあんぐうあと）〔大阪市〕
- 近松門左衛門墓（ちかまつもんざえもんのはか）〔大阪府大阪市中央区・兵庫県尼崎市〕
- 帝塚山古墳（てづかやまこふん）〔大阪市〕
- 難波宮跡 附 法円坂遺跡（なにわのみやあと つけたり ほうえんざかいせき）〔大阪市〕
- 春日大社南郷目代今西氏屋敷（かすがたいしゃなんごうもくだいいまにししやしき）〔豊中市〕
- 桜塚古墳群（さくらづかこふんぐん）〔豊中市〕
- 勝尾寺旧境内牓示八天石蔵および町石（かつおじきゅうけいだいぼうじはってんいしぐらおよびちょうせき）〔箕面市〕
- 吉志部瓦窯跡（きしべがようせき）〔吹田市〕
- 七尾瓦窯跡（ななおがようせき）〔吹田市〕
- 郡山宿本陣（こおりやまじゅくほんじん）〔茨木市〕
- 阿武山古墳（あぶやまこふん）〔高槻市・茨木市〕
- 安満遺跡（あまいせき）〔高槻市〕
- 今城塚古墳 附 新池埴輪製作遺跡（いましろづかこふん つけたり しんいけはにわせいさくいせき）〔高槻市〕
- 嶋上郡衙跡 附 寺跡（しまのかみぐんがあと つけたり てらあと）〔高槻市〕
- 闘鶏山古墳（つげやまこふん）〔高槻市〕
- 桜井駅跡（楠木正成伝説地）（さくらいえきあと（くすのきまさしげでんせつち））〔三島郡島本町〕
- 禁野車塚古墳（きんやくるまづかこふん）〔枚方市〕
- 楠葉台場跡（くずはだいばあと）〔枚方市〕
- 牧野車塚古墳（まきのくるまづかこふん）〔枚方市〕
- 石宝殿古墳（いしのほうでんこふん）〔寝屋川市〕
- 高宮廃寺跡（たかみやはいじあと）〔寝屋川市〕
- 河内寺廃寺跡（かわちでらはいじあと）〔東大阪市〕
- 日下貝塚（くさかかいづか）〔東大阪市〕
- 鴻池新田会所跡（こうのいけしんでんかいしょあと）〔東大阪市〕
- 心合寺山古墳（しおんじやまこふん）〔八尾市〕
- 高安千塚古墳群（たかやすせんづかこふんぐん）〔八尾市〕
- 高井田横穴（たかいだよこあな）〔柏原市〕
- 田辺廃寺跡（たなべはいじあと）〔柏原市〕
- 鳥坂寺跡（とさかでらあと）〔柏原市〕
- 松岳山古墳（まつおかやまこふん）〔柏原市〕
- 国府遺跡（こういせき）〔藤井寺市〕1974年6月25日
- 古市古墳群（ふるいちこふんぐん）〔藤井寺市・羽曳野市〕2001年1月29日 - 十数件の史跡を統合・名称変更
  - 古室山古墳（こむろやまこふん）
  - 赤面山古墳（せきめんやまこふん）
  - 大鳥塚古墳（おおとりづかこふん）
  - 助太山古墳（すけたやまこふん）
  - 鍋塚古墳（なべづかこふん）
  - 城山古墳（しろやまこふん）
  - 峯ヶ塚古墳（みねがづかこふん）
  - 墓山古墳（はかやまこふん）
  - 野中古墳（のなかこふん）
  - 応神天皇陵古墳外濠外提（おうじんてんのうりょうこふんがいごうがいてい）
  - 鉢塚古墳（はちづかこふん）
  - はざみ山古墳（はざみやまこふん）
  - 青山古墳（あおやまこふん）
  - 蕃所山古墳（ばんしょやまこふん）
  - 稲荷塚古墳（いなりづかこふん）
  - 東山古墳（ひがしやまこふん）
  - 割塚古墳（わりづかこふん）
  - 唐櫃山古墳（からとやまこふん）
  - 松川塚古墳（まつかわづかこふん）
  - 浄元寺山古墳（じょうがんじやまこふん）
- 観音塚古墳（かんのんづかこふん）〔羽曳野市〕
- 誉田白鳥埴輪製作遺跡（こんだしらとりはにわせいさくいせき）〔羽曳野市〕
- 通法寺跡（つうほうじあと）〔羽曳野市〕
- 野中寺旧伽藍跡（やちゅうじきゅうがらんあと）〔羽曳野市〕
- 新堂廃寺跡 附 オガンジ池瓦窯跡・お亀石古墳（しんどうはいじあと つけたり おがんじいけかわらがまあと・おかめいしこふん）〔富田林市〕
- 狭山池（さやまいけ）〔大阪狭山市〕
- 岩屋（いわや）〔南河内郡太子町〕
- 二子塚古墳（ふたごづかこふん）〔南河内郡太子町〕
- 鹿谷寺跡（ろくたんじあと）〔南河内郡太子町〕
- 一須賀古墳群（いちすかこふんぐん）〔南河内郡太子町・河南町〕
- 金山古墳（かなやまこふん）〔南河内郡河南町〕
- 赤阪城跡（あかさかじょうあと）〔南河内郡千早赤阪村〕1934年3月13日
- 楠木城跡（上赤坂城跡）（くすのきじょうあと（かみあかさかじょうあと））〔南河内郡千早赤阪村〕1934年3月13日
- 千早城跡（ちはやじょうあと）〔南河内郡千早赤阪村〕1934年3月13日
- 烏帽子形城跡（えぼしがたじょうあと）〔河内長野市〕
- 観心寺境内（かんしんじけいだい）〔河内長野市〕
- 金剛寺境内（こんごうじけいだい）〔河内長野市〕
- 百舌鳥古墳群〔堺市〕
  - いたすけ古墳（いたすけこふん）
  - 長塚古墳（ながつかこふん）
  - 収塚古墳（おさめづかこふん）
  - 塚廻古墳（つかまわりこふん）
  - 文珠塚古墳（もんじゅづかこふん）
  - 丸保山古墳（まるほやまこふん）
  - 乳岡古墳（ちのおかこふん）
  - 御廟表塚古墳（ごびょうおもてづかこふん）
  - ドンチャ山古墳（どんちゃやまこふん）
  - 正楽寺山古墳（しょうらくじやまこふん）
  - 鏡塚古墳（かがみづかこふん）
  - 善右ヱ門山古墳（ぜんえもんやまこふん）
  - 銭塚古墳（ぜにづかこふん）
  - グワショウ坊古墳（ぐわしょうぼうこふん）
  - 旗塚古墳（はたづかこふん）
  - 寺山南山古墳（てらやまみなみやまこふん）
  - 七観音古墳（しちかんのんこふん）
- 旧堺燈台（きゅうさかいとうだい）〔堺市〕
- 黒姫山古墳（くろひめやまこふん）〔堺市〕
- 土佐十一烈士墓（とさじゅういちれっしのはか）〔堺市〕
- 土塔（どとう）〔堺市〕
- 四ツ池遺跡（よついけいせき）〔堺市〕
- 池上曽根遺跡（いけがみそねいせき）〔和泉市・泉大津市〕
- 和泉黄金塚古墳（いずみこがねづかこふん ）〔和泉市〕
- 摩湯山古墳（まゆやまこふん）〔岸和田市〕
- 丸山古墳（まるやまこふん）〔貝塚市〕
- 日根荘遺跡（ひねのしょういせき）〔泉佐野市〕 - 慈眼院境内ほか15ヶ所
- 海会寺跡（かいえじあと）〔泉南市〕
- 西陵古墳 第一、第二古墳（さいりょうこふん だいいち・だいにこふん）〔泉南郡岬町〕

### 府指定
大阪府指定史跡については大阪府指定文化財一覧#史跡を参照のこと。

## 兵庫県
兵庫県では、特別史跡1件を含む計49件が指定されている（2都道府県以上にまたがる史跡1件を含む）。

### 国指定
特別史跡
- 姫路城跡（ひめじじょうあと）〔姫路市〕1928年9月20日

史跡
- 柏原藩陣屋跡（かいばらはんじんやあと）〔丹波市〕1971年1月6日
- 黒井城跡（くろいじょうあと）〔丹波市〕1988年8月11日 - 興禅寺
- 三ツ塚廃寺跡（みつづかはいじあと）〔丹波市〕
- 篠山城跡（ささやまじょうあと）〔丹波篠山市〕1956年12月28日
- 八上城跡（やがみじょうあと）〔丹波篠山市〕2005年3月2日
- 加茂遺跡（かもいせき）〔川西市〕1999年11月19日
- 多田院（ただいん）〔川西市〕1951年6月9日
- 多田銅銀山遺跡（ただどうぎんざんいせき）（猪名川町）2015年10月7日
- 伊丹廃寺跡（いたみはいじあと）〔伊丹市〕
- 有岡城跡（ありおかじょうあと）〔伊丹市〕1979年12月18日
- 中山荘園古墳（なかやまそうえんこふん）〔宝塚市〕
- 田能遺跡（たのいせき）〔尼崎市・伊丹市〕
- 近松門左衛門墓（ちかまつもんざえもんのはか）〔大阪府大阪市・兵庫県尼崎市〕
- 西宮砲台（にしのみやほうだい）〔西宮市〕1922年3月8日
- 会下山遺跡（えげのやまいせき）〔芦屋市〕
- 明石藩舞子台場跡（あかしはんまいこだいばあと）〔神戸市〕 2007年2月26日
- 処女塚古墳（おとめづかこふん）〔神戸市〕1922年3月8日
- 楠木正成墓碑（くすのきまさしげぼひ）〔神戸市〕
- 五色塚（千壺）古墳 小壺古墳（ごしきづか（せんつぼ）こふん・こつぼこふん）〔神戸市〕1921年3月3日
- 西求女塚古墳（にしもとめづかこふん）〔神戸市〕2005年3月
- 和田岬砲台（わだみさきほうだい）〔神戸市〕1921年3月3日
- 明石城跡（あかしじょうあと）〔明石市〕2004年9月30日
- 大中遺跡（おおなかいせき）〔加古郡播磨町〕
- 播州葡萄園跡（ばんしゅうぶどうえんあと）〔加古郡稲美町〕
- 三木城跡及び付城跡・土塁（みきじょうあとおよびつけじろあと・どるい）〔三木市〕
- 西条古墳群（さいじょうこふんぐん）〔加古川市〕 - 尼塚古墳、行者塚古墳、人塚古墳
- 石の宝殿及び竜山石採石遺跡（いしのほうでんおよびたつやまいしさいせきいせき）〔高砂市〕2014年10月6日
- 広渡廃寺跡（こうどはいじあと）〔小野市〕1980年12月5日
- 玉丘古墳群（たまおかこふんぐん）〔加西市〕
- 円教寺境内（えんぎょうじけいだい）〔姫路市〕
- 壇場山古墳 第一、二、三古墳（だんじょうざんこふん だいいち・に・さんこふん）〔姫路市〕
- 播麿国分寺跡（はりまこくぶんじあと）〔姫路市〕
- 瓢塚古墳（ひさごづかこふん）〔姫路市〕
- 新宮宮内遺跡（しんぐうみやうちいせき）〔たつの市〕
- 吉島古墳（よしまこふん）〔たつの市〕
- 赤松氏城跡（あかまつししろあと）〔赤穂郡上郡町・相生市・姫路市〕1996年3月28日
  - 白旗城跡（しらはたじょうあと）〔上郡町〕
  - 感状山城跡（かんじょうさんじょうあと）〔相生市〕
  - 置塩城跡（おきしおじょうあと）〔姫路市〕
- 山陽道野磨駅家跡（さんようどうやまのうまやあと）〔赤穂郡上郡町〕
- 赤穂城跡（あこうじょうあと）〔赤穂市〕1971年3月31日
- 大石良雄宅跡（おおいしよしおたくあと）〔赤穂市〕
- 竹田城跡（たけだじょうせき）〔朝来市〕1943年9月8日
- 茶すり山古墳（ちゃすりやまこふん）〔朝来市〕
- 箕谷古墳群（みのだにこふんぐん）〔養父市〕
- 八木城跡（やぎじょうあと）〔養父市〕1997年3月6日
- 但馬国分寺跡（たじまこくぶんじあと）〔豊岡市〕
- 山名氏城跡（やまなししろあと）〔豊岡市〕1996年11月13日
  - 此隅山城跡（このすみやまじょうあと）
  - 有子山城跡（ありこやまじょうあと）
- 五斗長垣内遺跡（ごっさかいといせき）〔淡路市〕2012年9月19日
- 徳島藩松帆台場跡（とくしまはんまつほだいばあと）〔淡路市〕
- 洲本城跡（すもとじょうあと）〔洲本市〕1998年10月16日
- 淡路国分寺塔跡（あわじこくぶんじとうあと）〔南あわじ市〕

### 県指定
兵庫県指定史跡については兵庫県指定文化財一覧#史跡を参照のこと。

## 奈良県
奈良県では、特別史跡10件を含む計121件が指定されている（2都道府県以上にまたがる史跡4件を含む）。

### 国指定
特別史跡
- 平城宮跡（へいじょうきゅうせき）〔奈良市〕（世界遺産「古都奈良の文化財」の構成資産）
- 平城京左京三条二坊宮跡庭園（へいじょうきょうさきょうさんじょうにぼうきゅうせきていえん）〔奈良市〕
- 巣山古墳（すやまこふん）〔北葛城郡広陵町〕 - 馬見古墳群
- 藤原宮跡（ふじわらきゅうせき）〔橿原市〕　1952年3月29日
- 本薬師寺跡（もとやくしじあと）〔橿原市〕　1952年3月29日
- キトラ古墳（きとらこふん）〔高市郡明日香村〕　2000年7月31日
- 高松塚古墳（たかまつづかこふん）〔高市郡明日香村〕　1972年6月17日
- 石舞台古墳（いしぶたいこふん）〔高市郡明日香村〕　1935年12月24日
- 文殊院西古墳（もんじゅいんにしこふん）〔桜井市〕
- 山田寺跡（やまだでらあと）〔桜井市〕

史跡
- 毛原廃寺跡（けばらはいじあと）〔山辺郡山添村〕
- 石のカラト古墳（いしのからとこふん）〔奈良県奈良市・京都府木津川市〕
- 鶯塚古墳（うぐいすづかこふん）〔奈良市〕
- 奈良山瓦窯跡（ならやまかわらがまあと）〔奈良県奈良市・京都府木津川市〕
  - 歌姫瓦窯跡（うたひめかわらがまあと）
  - 音如ヶ谷瓦窯跡（おんじょがだにかわらがまあと）
  - 市坂瓦窯跡（いちさかかわらがまあと）
  - 梅谷瓦窯跡（うめだにかわらがまあと）
  - 鹿背山瓦窯跡（かせやまかわらがまあと）
  - 中山瓦窯跡（なかやまかわらがまあと）
- 太安萬侶墓（おおのやすまろのはか）〔奈良市〕
- 小治田安萬侶墓（おはりだのやすまろのはか）〔奈良市〕
- 春日大社境内（かすがたいしゃけいだい）〔奈良市〕　1985年3月18日（「古都奈良の文化財」の構成資産）
- 春日山石窟仏（かすがやませっくつぶつ）〔奈良市〕
- 元興寺極楽坊境内（がんごうじごくらくぼうけいだい）〔奈良市〕（「古都奈良の文化財」の構成資産）
- 元興寺小塔院跡（がんごうじしょうとういんあと）〔奈良市〕
- 元興寺塔跡（がんごうじとうあと）〔奈良市〕
- 北山十八間戸（きたやまじゅうはちけんど）〔奈良市〕
- 興福寺旧境内（こうふくじきゅうけいだい）〔奈良市〕（「古都奈良の文化財」の構成資産）
- 西大寺境内（さいだいじけいだい）〔奈良市〕
- 塩塚古墳（しおづかこふん）〔奈良市〕
- 地獄谷石窟仏（じごくだにせっくつぶつ）〔奈良市〕
- 正長元年柳生徳政碑（しょうちょうがんねんやぎゅうとくせいひ）〔奈良市〕
- 頭塔（ずとう）〔奈良市〕
- 大安寺旧境内 附 石橋瓦窯跡（だいあんじきゅうけいだい つけたり いしばしかわらがまあと）〔奈良県奈良市・京都府綴喜郡井手町〕- 「2県以上」ではなく「奈良県」扱い
- 唐招提寺旧境内（とうしょうだいじきゅうけいだい）〔奈良市〕（「古都奈良の文化財」の構成資産）
- 東大寺旧境内（とうだいじきゅうけいだい）〔奈良市〕（「古都奈良の文化財」の構成資産）
- 東大寺東南院旧境内（とうだいじとうなんいんきゅうけいだい）〔奈良市〕
- 瓢箪山古墳（ひょうたんやまこふん）〔奈良市〕
- 平城京朱雀大路跡（へいじょうきょうすざくおおじあと）〔奈良市〕　1984年5月7日
- 法華寺旧境内（ほっけじきゅうけいだい）〔奈良市〕
  - 法華寺境内（ほっけじけいだい）
  - 阿弥陀浄土院跡（あみだじょうどいんあと）
- 薬師寺旧境内（やくしじきゅうけいだい）〔奈良市〕（「古都奈良の文化財」の構成資産）
- 赤土山古墳（あかつちやまこふん）〔天理市〕
- 櫛山古墳（くしやまこふん）〔天理市〕
- 黒塚古墳（くろづかこふん）〔天理市〕
- 西山古墳（にしやまこふん）〔天理市〕
- 大和古墳群（おおやまとこふんぐん）〔天理市〕
  - ノムギ古墳（のむぎこふん）
  - 下池山古墳（しもいけやまこふん）
  - 中山大塚古墳（なかやまおおつかこふん）
- 慈光院庭園（じこういんていえん）〔大和郡山市〕　1934年12月28日
- 額田部窯跡（ぬかたべかまあと）〔大和郡山市〕
- 行基墓（ぎょうきのはか）〔生駒市〕 - （竹林寺）
- 三井（みい）〔生駒郡斑鳩町〕 - （法輪寺）
- 三井瓦窯跡（みいかわらがまあと）〔生駒郡斑鳩町〕
- 中宮寺跡（ちゅうぐうじあと）〔生駒郡斑鳩町〕
- 藤ノ木古墳（ふじのきこふん）〔生駒郡斑鳩町〕
- 法隆寺旧境内（ほうりゅうじきゅうけいだい）〔生駒郡斑鳩町〕（世界遺産「法隆寺地域の仏教建造物」の構成資産）
- 法起寺境内（ほっきじけいだい）〔生駒郡斑鳩町〕（「法隆寺地域の仏教建造物」の構成資産）
- 烏土塚古墳（うどづかこふん）〔生駒郡平群町〕
- 大塚山古墳群（おおつかやまこふんぐん）〔北葛城郡河合町〕
  - 大塚山古墳（おおつかやまこふん）
  - 城山古墳（しろやまこふん）
  - 高山塚一号古墳（たかやまづかいちごうこふん）
  - 高山塚二号古墳（たかやまづかにごうこふん）
  - 高山塚三号古墳（たかやまづかさんごうこふん）
  - 高山塚四号古墳（たかやまづかよんごうこふん）
  - 九僧塚古墳（くそうづかこふん）
  - 丸山古墳（まるやまこふん）
- 乙女山古墳（おとめやまこふん）〔北葛城郡河合町・広陵町〕
- 佐味田宝塚古墳（さみだたからづかこふん）〔北葛城郡河合町〕
- ナガレ山古墳（ながれやまこふん）〔北葛城郡河合町〕
- 牧野古墳（ばくやこふん）〔北葛城郡広陵町〕
- 尼寺廃寺跡（にんじはいじあと）〔香芝市〕
- 平野塚穴山古墳（ひらのつかあなやまこふん）〔香芝市〕
- 当麻寺中之坊庭園（たいまでらなかのぼうていえん）〔葛城市〕
- 屋敷山古墳（やしきやまこふん）〔葛城市〕
- 二塚古墳（ふたづかこふん）〔葛城市〕
- 巨勢寺塔跡（こせでらとうあと）〔御所市〕
- 巨勢山古墳群（こせやまこふんぐん）〔御所市〕
- 金剛山（こんごうさん）〔御所市〕
- 高宮廃寺跡（たかみやはいじあと）〔御所市〕
- 水泥古墳（みどろこふん）〔御所市〕
- 宮山古墳（みややまこふん）〔御所市〕
- 市尾墓山古墳・宮塚古墳（いちおはかやまこふん・みやづかこふん）〔高市郡高取町〕
- 高取城跡（たかとりじょうあと）〔高市郡高取町〕
- 与楽古墳群（英語版）（ようらくこふんぐん）〔高市郡高取町〕
  - 与楽鑵子塚古墳（ようらくかんすづかこふん）
  - 与楽カンジョ古墳（ようらくカンジョこふん）
  - 寺崎白壁塚古墳（てらさきしらかべづかこふん）
- 飛鳥池工房遺跡（あすかいけこうぼういせき）〔高市郡明日香村〕
- 飛鳥稲淵宮殿跡（あすかいなぶちきゅうでんあと）〔高市郡明日香村〕
- 飛鳥京跡苑池（あすかきょうあとえんち）〔高市郡明日香村〕
- 飛鳥寺跡（あすかでらあと）〔高市郡明日香村〕
- 飛鳥水落遺跡（あすかみずおちいせき）〔高市郡明日香村〕
- 岩屋山古墳（いわややまこふん）〔高市郡明日香村〕
- 岡寺跡（おかでらあと）〔高市郡明日香村〕
- 川原寺跡（かわらでらあと）〔高市郡明日香村〕
- 牽牛子塚古墳（けごしづかこふん）〔高市郡明日香村〕
- 酒船石遺跡（さかふねいしいせき）〔高市郡明日香村〕
- 定林寺跡（じょうりんじあと）〔高市郡明日香村〕
- 大官大寺跡（だいかんだいじあと）〔高市郡明日香村〕
- 橘寺境内（たちばなでらけいだい）〔高市郡明日香村〕
- 飛鳥宮跡（あすかきゅうせき）〔高市郡明日香村〕1972年4月10日、2016年10月3日名称変更
- 中尾山古墳（なかおやまこふん）〔高市郡明日香村〕
- 檜隈寺跡（ひのくまでらあと）〔高市郡明日香村〕
- マルコ山古墳（まるこやまこふん）〔高市郡明日香村〕
- 植山古墳（うえやまこふん）〔橿原市〕
- 菖蒲池古墳（しょうぶいけこふん）〔橿原市〕
- 新沢千塚古墳群（にいざわせんづかこふんぐん）〔橿原市〕
- 藤原京跡（ふじわらきょうせき）〔橿原市〕
  - 朱雀大路跡（すざくおおじあと）
  - 左京七条一・二坊跡（さきょうしちじょういち・にぼうあと）
  - 右京七条一坊跡（うきょうしちじょういちぼうあと）
- 丸山古墳（まるやまこふん）〔橿原市〕
- 安倍寺跡（あべでらあと）〔桜井市〕
- 粟原寺跡（おおばらでらあと）〔桜井市〕
- 大神神社境内（おおみわじんじゃけいだい）〔桜井市〕
- 吉備池廃寺跡（きびいけはいじあと）〔桜井市〕
- 艸墓古墳（くさはかこふん）〔桜井市〕
- 茅原大墓古墳（ちはらおおばかこふん）〔桜井市〕
- 花山塚古墳（はなやまづかこふん）〔桜井市〕
- メスリ山古墳（めすりやまこふん）〔桜井市〕
- 桜井茶臼山古墳（さくらいちゃうすやまこふん）〔桜井市〕
- 珠城山古墳（たまきやまこふん）〔桜井市〕
- 天王山古墳（てんのうざんこふん）〔桜井市〕
- 纒向古墳群（まきむくこふんぐん）〔桜井市〕 - 纒向石塚古墳、ホケノ山古墳、纒向矢塚古墳、纒向勝山古墳、東田大塚古墳等
- 箸墓古墳周濠（はしはかこふんしゅうごう）〔桜井市〕2017年2月9日
- 唐古・鍵遺跡（からこ・かぎいせき）〔磯城郡田原本町〕　1998年10月16日
- 島の山古墳（しまのやまこふん）〔磯城郡川西町〕
- 宇陀松山城跡（うだまつやまじょうあと）〔宇陀市〕
- 大野寺石仏（おおのでらせきぶつ）〔宇陀市〕
- 文祢麻呂墓（ふみのねまろのはか）〔宇陀市〕
- 松山西口関門（まつやまにしぐちかんもん）〔宇陀市〕
- 見田・大沢古墳群（みた・おおさわこふんぐん）〔宇陀市〕
- 森野旧薬園（もりのきゅうやくえん）〔宇陀市〕
- 宮滝遺跡（みやたきいせき）〔吉野郡吉野町〕
- 吉野山（よしのやま）〔吉野郡吉野町〕（「紀伊山地の霊場と参詣道」の構成資産）
- 比曽寺跡（ひそでらあと）〔吉野郡大淀町〕
- 宇智川磨崖碑（うちがわまがいひ）〔五條市〕
- 栄山寺行宮跡（えいざんじあんぐうあと）〔五條市〕
- 藤原武智麿墓（ふじわらのむちまろのはか）〔五條市〕
- 大峰山寺境内（おおみねさんじけいだい）〔吉野郡天川村〕（「紀伊山地の霊場と参詣道」の構成資産）
- 大峯奥駈道（おおみねおくがけみち）〔奈良県吉野郡吉野町・黒滝村・川上村・天川村・上北山村・下北山村・十津川村・五條市・和歌山県田辺市・新宮市〕（「紀伊山地の霊場と参詣道」の構成資産）
- 熊野参詣道（くまのさんけいみち）　〔和歌山県・三重県・奈良県〕　2000年11月2日、2002年12月19日分離・名称変更・追加指定（「紀伊山地の霊場と参詣道」の構成資産）[1]
  - 小辺路（こへち）〔和歌山県伊都郡高野町・田辺市・奈良県吉野郡野迫川村・十津川村）

### 県指定
奈良県指定史跡については奈良県指定文化財一覧#史跡を参照のこと。

## 和歌山県
和歌山県では、特別史跡1件を含む計26件が指定されている（2都道府県以上にまたがる史跡3件を含む）。

### 国指定
特別史跡
- 岩橋千塚古墳群（いわせせんづかこふんぐん）〔和歌山市〕1931年7月31日史跡指定、1952年3月29日特別史跡指定 - 和歌山県立紀伊風土記の丘

史跡
- 金剛峯寺境内（こんごうぶじけいだい）　〔伊都郡高野町〕　1977年7月14日（「紀伊山地の霊場と参詣道」の構成資産）
- 高野参詣道（こうやさんけいみち）〔橋本市、伊都郡高野町・かつらぎ町・九度山町〕2016年3月1日（「紀伊山地の霊場と参詣道」の構成資産）
  - 町石道（ちょういしみち）〔伊都郡高野町・かつらぎ町・九度山町〕　1977年7月14日
  - 三谷坂（みたにざか）〔かつらぎ町〕2016年3月1日〔かつらぎ町、九度山町〕2016年3月1日
  - 京大坂道不動坂（きょうおおさかみちふどうざか）〔伊都郡高野町〕2016年3月1日
  - 黒河道（くろこみち）〔橋本市、九度山町、伊都郡高野町〕2016年3月1日
  - 女人道（みょにんみち）〔伊都郡高野町〕2016年3月1日
- 丹生都比売神社境内（にうつひめじんじゃけいだい）〔伊都郡かつらぎ町〕　2002年12月19日（「紀伊山地の霊場と参詣道」の構成資産）
- 紀伊国分寺跡（きいこくぶんじあと）〔紀の川市〕　1928年2月7日
- 旧名手宿本陣（きゅうなてじゅくほんじん）〔紀の川市〕　1970年4月2日
- 西国分塔跡（にしこくぶとうあと）〔岩出市〕　1928年2月7日
- 根来寺境内（ねごろじけいだい）　〔岩出市〕　2007年2月6日
- 上野廃寺跡（うえのはいじあと）〔和歌山市〕　1951年6月9日指定
- 大谷古墳（おおたにこふん）〔和歌山市〕　1978年11月15日
- 四箇郷一里塚（しかごういちりづか）〔和歌山市〕　1940年7月12日
- 鳴神貝塚（なるかみかいづか）〔和歌山市〕　1931年7月31日指定
- 和歌山城（わかやまじょう）〔和歌山市〕　1931年3月30日
- 和歌山藩主徳川家墓所（わかやまはんしゅとくがわけぼしょ）〔海南市〕1981年5月28日 - 長保寺

- 明恵紀州遺跡卒都婆（みょうえきしゅういせきそとば）〔有田郡有田川町・湯浅町・有田市〕　1931年6月3日 - 施無畏寺境内
- 浜口梧陵墓（はまぐちごりょうのはか）　〔有田郡 広川町〕　1938年12月14日
- 広村堤防（ひろむらていぼう）　〔有田郡広川町〕　1938年12月14日 - 稲むらの火
- 道成寺境内〔日高郡日高川町・御坊市〕
- 磯間岩陰遺跡（いそまいわかげいせき）　〔田辺市〕　1979年12月18日
- 高山寺貝塚（こうざんじかいづか）　〔田辺市〕　1970年8月7日指定
- 三栖廃寺塔跡（みすはいじとうあと）　〔田辺市〕　1935年12月24日指定
- 下里古墳（しもさとこふん）　〔東牟婁郡那智勝浦町〕　1976年2月24日
- 新宮城跡 附 水野家墓所（しんぐうじょうあと つけたり みずのけぼしょ）　〔新宮市〕　2003年8月27日
- 大峯奥駈道（おおみねおくがけみち）〔奈良県吉野郡吉野町・黒滝村・川上村・天川村・上北山村・下北山村・十津川村・五條市・和歌山県田辺市・新宮市〕 　2002年12月19日（「紀伊山地の霊場と参詣道」の構成資産）
- 熊野参詣道（くまのさんけいみち）　〔和歌山県・三重県・奈良県〕　2000年11月2日、2002年12月19日分離・名称変更・追加指定（「紀伊山地の霊場と参詣道」の構成資産）[1]
  - 中辺路（なかへち）〔和歌山県新宮市・田辺市・東牟婁郡熊野川町・東牟婁郡那智勝浦町〕
  - 大辺路（おおへち）〔和歌山県西牟婁郡白浜町・西牟婁郡すさみ町〕
  - 小辺路（こへち）〔和歌山県伊都郡高野町・田辺市・奈良県吉野郡野迫川村・十津川村〕
  - 伊勢路（いせじ）〔和歌山県新宮市・田辺市・三重県熊野市・尾鷲市・度会郡大紀町・北牟婁郡紀北町〕
  - 熊野川（くまのがわ）〔新宮川水系熊野川〕
  - 七里御浜（しちりみはま）〔三重県熊野市・南牟婁郡御浜町・南牟婁郡紀宝町〕
  - 花の窟（はなのいわや）〔三重県熊野市〕
  - つぼ湯（つぼゆ）〔和歌山県田辺市〕
- 熊野三山（くまのさんざん）　〔和歌山県田辺市・東牟婁郡那智勝浦町・新宮市・三重県南牟婁郡紀宝町〕　2000年11月2日指定、2002年12月19日分離・追加指定・名称変更（「紀伊山地の霊場と参詣道」の構成資産）[2] - 熊野本宮大社、熊野速玉大社、熊野那智大社、青岸渡寺、補陀洛山寺
- 安宅氏城館跡（あたぎしじょうかんあと）〔西牟婁郡白浜町〕2020年3月10日
  - 安宅氏居館跡（あたぎしきょかんあと）
  - 八幡山城跡（やはたやまじょうあと）
  - 中山城跡（なかやまじょうあと）
  - 土井城跡（どいじょうあと）
  - 要害山城跡（ようがいさんじょうあと）
- 湯浅党城館跡（ゆあさとうじょうかんあと）〔有田郡湯浅町・有田郡有田川町〕2021年3月26日
  - 湯浅城跡（ゆあさじょうあと）
  - 藤並館跡（ふじなみやかたあと）

### 県指定
和歌山県指定史跡については和歌山県指定文化財一覧#史跡を参照のこと。

## 注
1. 1 2 3  “熊野参詣道”. 国指定文化財等データベース.  文化庁. 2010年7月3日閲覧。
2. 1 2  “熊野三山”. 国指定文化財等データベース.   文化庁. 2010年6月12日閲覧。